# Gastronomia d'Hondures
La gastronomia hondurenya és l'expressió culinària d'Hondures. És una fusió de la cuina mesoamericana, espanyola, caribenya i africana. També hi ha plats dels garífunes.

## Característiques
El coco i la llet de coco apareixen tant en plats dolços com salats. Les especialitats regionals inclouen la sopa de caracol, peix fregit, tamales, carne asada i baleadas. Altres plats populars inclouen carn rostida amb chirmol, pollastre amb arròs i blat de moro, i peix fregit amb ceba escabetxada i jalapeños. A les zones costaneres i a les Illes de la Badia, el marisc i algunes carns es preparen de moltes maneres, inclosa amb llet de coco.
Entre les sopes que gaudeixen els hondurenys hi ha la de fesols, la de mondongo (sopa de tripa), les de marisc i les de vedella. En general, totes aquestes sopes es barregen amb plàtans, iuca i col, i se serveixen amb tortillas de blat de moro.
Altres plats típics són les montucas o tamales de blat de moro, les tortillas farcides i els tamales embolicats amb fulles de plàtan. Els plats típics d'Hondures també inclouen una selecció abundant de fruites tropicals com la papaia, la pinya, la pruna, el zapote, la fruita de la passió i els plàtans, que es preparen de moltes maneres mentre encara són verds.
Les begudes habituals per sopar o dinar inclouen refrescos. Una altra beguda popular és l'agua de nance i l'orxata. El cafè es pren a tot el país com a beguda aromàtica, i algunes de les begudes alcohòliques més populars són el güifiti, la chicha i el vi de coyol.

## Algunes especialitats[2]

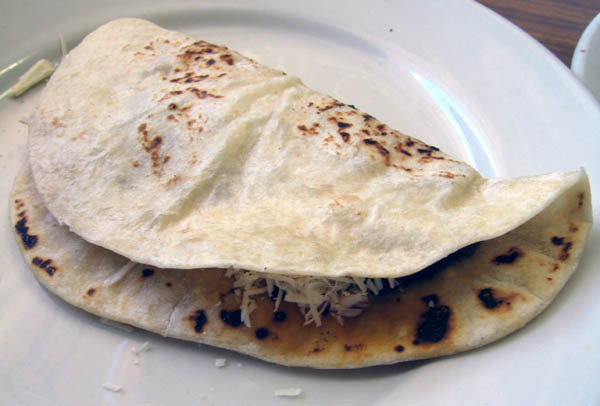
Baleada, plat típic de la costa septentrional d'Hondures

- Baleada, una tortilla farcida que es ven com a menjar de carrer,[4][5] també molt estesa a El Salvador
- Sopa de caracol, una sopa feta amb cargol de mar (o cranc o peix), llet de coco, iuca, plàtans verds i coriandre
- Sopa de mondongo, una sopa de tripes amb diverses verdures locals i espècies,[6] també consumida a Nicaragua
- Plato típico, un plat mixt de bistec, patates fregides de plàtan, col adobada, fesols, arròs amb crema agra i tortillas
- Casamiento, arròs amb fesols
- Pastelitos, una tortilla de farina o blat de moro plegada i fregida farcida de vedella o pollastre, arròs i/o patates i espècies[7]
- Tamales, una massa de blat de moro farcida servida en una fulla de plàtan, de vegades servits amb raïm, formatge o bitxo
- Enchiladas, una tortilla fregida acompanyada de carn molta, formatge i salsa de tomàquet no picant
- Anafres, un guisat de fesols negres amb formatge, servits amb xips de tortilla de blat de moro[8]
- Pinchos, broquetes de carn bovina o de peix i vegetals
- Carneada, carn marinada amb suc de cítrics i espècies i cuinada a la graella, servida amb tortillas o com a base per a altres plats.[9]
- Chirmol, una salsa de tomàquet amb ceba i bitxo que acompanya diversos plats de carn o peix[10]
- Tapado, un guisat de peix o marisc amb llet de coco i verdures, una especialitat de garífuna i de les Illes de la Badia[11]
- Pupusas, tortillas de blat de moro gruixudes fetes a mà i farcides amb formatge, chicharrones, ayote o fesols
- Casabe, un pa àcim, cruixent, prim i circular fet de farina de iuca o mandioca, d'origen prehispànic
- Agua fresca, un refresc elaborat amb fruita
- Güifiti, beguda a base d'herbes, canyella i anís, plantes que creixen a la costa nord
- Vi de coyol, beguda feta amb la saba que s'extreu d'una palmera anomenada coyol[12]